# UFC 258
UFC 258: Usman vs. Burns var en MMA-gala anordnad av UFC. Den ägde rum 13 februari 2021 vid UFC APEX i Las Vegas, NV, USA.

## Bakgrund
Huvudmatchen var en titelmatch i weltervikt mellan mästare Kamaru Usman och Gilbert Burns.

## Ändringar
Den före detta mellanviktsmästaren Chris Weidman och Uriah Hall var tänkt att mötas vid den här galan, men Weidman testade positivt för corona och ströks från kortet. Matchningen fick kvarstå och paret bokades om till UFC 261.
En flugviktsmatch mellan Gillian Robertson och Miranda Maverick var planerad till galan, och de två var invägda och klara, men på själva matchdagen ströks matchen då Robertson blev sjuk.
En lättviktsmatch mellan Bobby Green och Jim Miller var inbokad som ett andra försök att få de två att mötas. Den ursprungliga matchningen var för UFC 172 april 2014, men då drog sig Green ur på grund av en armbågsskada. Även denna andra matchning ströks då Green kollapsade efter invägningen och fanns vara oförmögen att tävla (unfit to compete).

### Invägning
Vid invägningen strömmad via Youtube vägde utövarna följande:

## Resultat

### Bonusar
Följande MMA-utövare fick bonusar om 50 000 USD vardera:
- Fight of the Night: Ingen utdelad
- Performance of the Night: Kamaru Usman, Julian Marquez, Anthony Hernandez och Polyana Viana